# Parti national pour le renouveau
Le Parti national pour le renouveau (PNR) est un parti politique guinéen.
C'est l'un des 24 partis ayant participé à l'élection présidentielle de 2010. Son candidat, Boubacar Barry, ancien ministre du commerce et leader politique est éliminé au 1er tour, avec 0,80 % des suffrages.
En 2012, le Parti national pour le renouveau (PNR) a exclu l'ancien Ministre de Moussa Dadis Camara du parti et à mis en place un comité de gestion du parti dont la résidence a été confiée à Alpha Souleymane Bahfischer,.
Le 19 mai 2018, le parti sera fondue dans le RPG Arc-en-ciel d'Alpha Condé.